# 阿瓦哈斯
阿瓦哈斯，是西班牙卡斯蒂利亚-莱昂布尔戈斯省的一个市镇。总面积35平方公里，总人口52人（2001年），人口密度1人/平方公里。